# Bruno Jasieński

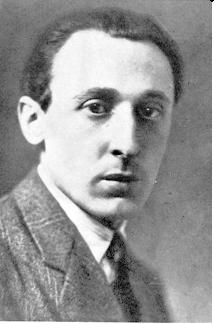
Bruno Jasienski

Bruno Jasieński (eigentlich Wiktor Zysman; * 17. Juli 1901 in Klimontów bei Sandomierz (damaliges Kongresspolen); † 17. Dezember 1938 in Moskau) war ein polnischer Dichter der futuristischen Bewegung, Zeitungsredakteur und Theaterautor. Er war Kommunist und gehörte zu diversen literarischen Avantgarde-Zirkeln, bevor er sich der Politik und dem sozialistischen Realismus verschrieb. 1938 wurde er Opfer des Großen Terrors in der stalinistischen Sowjetunion, dessen Notwendigkeit er anfangs selbst gerechtfertigt hatte. Im Laufe seines Lebens lebte und arbeitete er in Polen, Frankreich, Deutschland und der Sowjetunion.

## Leben
Seine Familie väterlicherseits war jüdischer Abstammung. Jakub Zysman war ein lokaler Arzt und seine Frau Eufemia Maria gehörte zu einer Adelsfamilie. Zusammen hatten sie zwei weitere Kinder. Während des Ersten Weltkrieges zog die Familie nach Russland um, wo er 1918 seinen Schulabschluss machte. Mit Studienbeginn an der Krakauer Jagiellonen-Universität schloss er sich künstlerischen und politischen Avantgarde-Kreisen an. 1919 gründete er einen futuristischen Klub, u. a. Stanisław Młodożeniec. Er veröffentlichte in den linken Zeitungen Trybuna Robotnicza, Nowa Kultura und Zwrotnica.
Im Jahr der Heirat mit Klara Arem, 1923, wurde Jasieński Zeuge eines Arbeiteraufstandes, was ihn bewog, sich den polnischen Kommunisten anzuschließen. In der Partei war er für Agitation und Unterricht über das Werk von Karl Marx zuständig. 1925 wurde er angeklagt und zog mit seiner Frau nach Frankreich, wo er zusammen mit Zygmunt Modzelewski ein Theater für polnische Arbeiter gründete und Mitglied der französischen Kommunistischen Partei wurde. Daneben war er weiter als Autor tätig – so schrieb er Gedichte, Essays und Bücher. Durch den Roman Pest in Paris erlangte er literarische wie politische Berühmtheit. Die sozialkritische Auseinandersetzung mit der fiktiven Pest, dem Aufschwung des Kommunismus in China und Europa und der Aufbau einer neuen Pariser Kommune durch die Arbeiter von Paris (und ein angekündigter Abdruck in L’Humanité) waren Grund für Zensurmaßnahmen durch die französischen Behörden und resultierten in der Ausweisung Jasieńskis. Für einige Monate wohnte Jasieński nun in Frankfurt/Main. Wegen einer Falschinformation kehrte er 1929 nach Frankreich zurück, um dort festgenommen und endgültig ausgewiesen zu werden. Über Deutschland reiste er in die Sowjetunion, wo er sich in Leningrad niederließ und die sowjetische Staatsbürgerschaft annahm. Jasieński schrieb seine literarischen Werke und politischen Schriften fortan nur noch auf Russisch und sah sich als sowjetischen Autor.
Im gleichen Jahr  wurde sein Sohn geboren und die russische Edition seines Buches erschien. Ein Jahr später trennte er sich von seiner Frau Klara Jasieńska und heiratete Anna Berzin, mit der er eine Tochter hatte. 1932 trat er der Kommunistischen Partei bei. Er wurde ein aktives Mitglied und war als linientreuer Schriftsteller mit guten Beziehungen zu politischen Persönlichkeiten hoch angesehen. So war er Mitglied im Vorstand des Sowjetischen Schriftstellerverbands und in der Redaktion mehrerer Zeitschriften: „Aus dem abgerissenen Flüchtling und Kämpfer für die Rechte der Erniedrigten und Beleidigten wird ein hoher Literaturfunktionär mit Limousine und Salär. Und aus dem begabten Futuristen wird ein linientreuer sozialistischer Realist.“
Mitte der 30er war er ein Unterstützer des Geheimdienstchefs Genrich Jagoda. Jagoda fiel jedoch 1937 bei Stalin in Ungnade und wurde verhaftet, worauf Jasieński ebenfalls viele Unterstützer verlor. Es wird seiner ersten Frau Klara nachgesagt, sie hätte eine Affäre mit Jagoda gehabt, woraufhin sie verhaftet und zum Tode verurteilt wurde. Ihr gemeinsamer Sohn kam in ein Waisenhaus, ohne von seiner leiblichen Familie zu erfahren. Jasieński selbst wurde aus der Partei ausgeschlossen und zu 15 Jahren Straflager im sibirischen Kolyma verurteilt. Trotz der Lagerstrafe wurde er 1938 hingerichtet. Das genaue Datum ist umstritten. Laut dem polnischen Autor Piotr Mitzner sollen Unterlagen des NKWD den 17. September 1938 angeben. 1955, zwei Jahre nach Stalins Tod, wurde Jasieński durch die Sowjetunion rehabilitiert.
In Deutschland sind seine Werke erst spät veröffentlicht worden; erst durch die Neuveröffentlichung des Wiener Verlags bahoe books wurden sie zugänglich. Der Deutschlandfunk bemerkte: „Bruno Jasieński glaubte an die Zukunft und hielt eine bessere Welt nicht nur für wünschenswert, sondern für möglich.“

## Werke (Auswahl)
- Nuż w bżuhu (Messer im Bauch) (1921)
- Pieśń o głodzie (Lied des Hungers) (1922)
- Śpiew maszynistów (Das Lied der Maschinisten) (1922)
- Morze (Meer)
- Ziemia na lewo (Links der Erde) (1924)
- Słowo o Jakubie Szeli (Wort über Jakub Szela) (1928)
- Ball der Puppen
- Pest über Paris. Roman. Mit einem Nachwort von Alexander Emanuely, aus dem Polnischen von Klaus Staemmler. Bahoe Books, Wien 2020. ISBN 978-3-903290-36-5
- Die Nase. Novelle. Mit einem Nachwort von Vladimir Vertlib, aus dem Russischen von Elisabeth Namdar. Bahoe Books, Wien 2021. ISBN 978-3-903290-48-8
- Ein Mensch wechselt seine Haut. Roman. Aus dem Russischen von Elisabeth Namdar. Bahoe Books, Wien 2022. ISBN 978-3-903290-60-0